# تیم ملی فوتبال ساحلی آرژانتین
تیم ملی فوتبال ساحلی آرژانتین نماینده آرژانتین در مسابقات بین‌المللی فوتبال ساحلی است. تیم ملی فوتبال ساحلی آرژانتین مقام سوم جام جهانی فوتبال ساحلی را (در سال ۲۰۰۱) کسب کرده‌است.